# Alojzy Jóźwiak
Alojzy Jóźwiak (ur. 30 marca 1914 w Łodzi, zm. ?) – polski działacz partyjny i państwowy, ślusarz, podsekretarz stanu w Ministerstwie Przemysłu Lekkiego (1952–1957).

## Życiorys
Syn Józefa i Rozalii. W 1931 został członkiem Komunistycznej Partii Polski. W tym samym roku ukończył Szkołę Rzemiosł w Łodzi jako ślusarz maszynowy. Pracował jako ślusarz i kreślarz w fabryce włókienniczej, pomiędzy 1937 a 1938 odbywał służbę wojskową w 6 Batalionie Pancernym. Po wybuchu II wojny światowej powołany do 10 Batalionu Pancernego i 42 Kompanii Pancernej. Po kapitulacji Warszawy uciekł z transportu, następnie powrócił do Łodzi. Trafił na roboty przymusowe do III Rzeszy, z których uciekł.
Po ucieczce z prac przymusowych powrócił do Łodzi, pracował jako spawacz i działał w konspiracji komunistycznej. Od 1942 działał w Polskiej Partii Robotniczej, w 1948 przekształconej w Polską Zjednoczoną Partię Robotniczą. Był założycielem jednego z Komitetów Dzielnicowych PPR (w styczniu 1945), kierownikiem Wydziału Propagandy Komitetu Dzielnicowego PPR Górna-Lewa w Łodzi i członkiem egzekutywy Komitetu Fabrycznego PZPR w PZPB nr 6 w Łodzi. Został także delegatem na I i II Zjazd PZPR. Od października do listopada 1946 referent w Sekcji II Wydziału II Departamentu IV (ochrona gospodarki narodowej przed wrogą działalnością) Ministerstwa Bezpieczeństwa Publicznego. Podjął pracę w przemyśle bawełnianym: początkowo w Pabianickich Zakładach Przemysłu Bawełnianego, następnie od 1950 do 1952 był dyrektorem naczelnym Centralnego Zarządu Przemysłu Bawełnianego. Od kwietnia 1952 do kwietnia 1957 był podsekretarzem stanu w Ministerstwie Przemysłu Lekkiego.